# Паре (провінція Комо)
Паре (італ. Parè) — колишній муніципалітет в Італії, у регіоні Ломбардія, провінція Комо. З 4 лютого 2014 року Паре (провінція Комо) є частиною новоствореного муніципалітету Кольверде.
Паре розташоване на відстані близько 520 км на північний захід від Рима, 45 км на північ від Мілана, 7 км на захід від Комо.
Населення — 1811 осіб (2012).
Щорічний фестиваль відбувається 24 червня. Покровитель — святий Іван Хреститель.

## Демографія
Населення за роками:

Станом на 31 грудня 2010 року в муніципалітеті офіційно проживало 78 іноземців з 19 країн, серед них 24 громадяни країн Євросоюзу та 8 громадян України.

## Сусідні муніципалітети
- Кавалласка
- К'яссо
- Дреццо
- Фалоппіо
- Джироніко
- Ольджате-Комаско